# Snekkjufoss
Snekkjufoss (in lingua islandese: cascata della barca a vela) è una cascata situata nella penisola di Snæfellsnes, nella regione del Vesturland, nella parte occidentale dell'Islanda.

## Descrizione
La cascata è situata lungo il corso del fiume Hólmskelsá, che trae la sua origine dal ghiacciaio Snæfellsjökull. Dal ghiacciaio il fiume scorre in direzione nord e va a cadere nella gola Blágil (gola blu) formando la cascata Snekkjufoss; il corso d'acqua prosegue poi il suo flusso andando a sfociare nel fiordo Breiðafjörður, vicino a Rif, un piccolo villaggio di pescatori che fa parte del comune di Snæfellsbær. 
Poco a monte, lungo lo stesso corso d'acqua, si trova la cascata Kerlingarfoss, mentre la cascata Klukkufoss si trova poco lontano in direzione ovest, ma è alimentata da un altro fiume.